# Déclaration d'indulgence (1687)
La Déclaration d'Indulgence, également appelée Déclaration pour la Liberté de Conscience, est une paire de proclamations faites par Jacques II d'Angleterre et d'Irlande et VII d'Écosse en 1687. L'indulgence est d'abord publiée le 12 février, puis pour l'Angleterre, le 4 avril 1687. Il s'agit du premier pas vers l'établissement de la liberté de religion en Grande-Bretagne et en Irlande, mais il est interrompu par la Glorieuse Révolution.
La Déclaration accorde une large liberté religieuse en Angleterre en suspendant les lois pénales imposant la conformité à l'Église d'Angleterre et en autorisant les gens à pratiquer leur culte chez eux ou dans des chapelles comme ils l'entendent. Elle met également fin à l'obligation d'affirmer des serments religieux avant d'obtenir un emploi dans la fonction publique.
En utilisant le pouvoir royal de suspension, le roi lève les lois pénales religieuses (en) et accorde la tolérance aux différentes confessions chrétiennes, catholiques et protestantes, au sein de ses royaumes. La Déclaration d'indulgence est soutenue par William Penn, qui est largement perçu comme son instigateur. Les anglicans d'Angleterre s'opposent fortement à la déclaration, pour des raisons à la fois religieuses et constitutionnelles. Certains anglicans s'opposent au fait que la déclaration ne comporte aucune limite précise et qu'elle autorise donc, du moins en théorie, la pratique de n'importe quelle religion, y compris l'islam, le judaïsme ou le paganisme.

## 1687
En Écosse, les presbytériens refusent dans un premier temps d'accepter la Déclaration d'indulgence. Le roi la réédite le 28 juin, accordant aux presbytériens les mêmes libertés qu'aux catholiques, ce qui est accepté par la plupart d'entre eux, à l'exception notable des Covenantaires. La Déclaration d'indulgence, tout en accordant des libertés religieuses à ses sujets, réaffirme également « l'autorité souveraine, la prérogative royale et le pouvoir absolu du roi, auxquels tous nos sujets doivent obéir sans réserve », et se rallie ainsi au principe de la monarchie absolue.
La version anglaise est bien accueillie par la plupart des non-conformistes, mais, comme en Écosse, les presbytériens sont plus réticents à l'accepter sans réserve. Ils craignent que la tolérance ne repose que sur la volonté arbitraire du roi.

## 1688
La Déclaration d'indulgence anglaise est rééditée le 27 avril 1688, ce qui suscite une résistance ouverte de la part des anglicans. Peu de membres du clergé lisent la Déclaration à l'Église.
William Sancroft, archevêque de Cantorbéry, et six autres évêques, présentent au roi une pétition déclarant illégale la déclaration. Jacques fait rapidement juger les sept évêques (en) pour rébellion et sédition, mais ils sont acquittés. De nombreux presbytériens sont sceptiques quant aux intentions du roi, tandis que d'autres dissidents, notamment les quakers et les baptistes, remercient le roi pour la déclaration d'indulgence.
Les déclarations sont annulées lorsque Jacques II est déposé lors de la Glorieuse Révolution. La Charte des droits a aboli le pouvoir de suspension.